# Glicoproteina IIb/IIIa
La glicoproteina IIb/IIIa (GPIIb/IIIa, nota anche come integrina αIIbβ3) è un complesso recettoriale integrinico presente sulle piastrine. È un recettore per il fibrinogeno e per il fattore di von Willebrand e favorisce l'aggregazione piastrinica.
Il complesso si forma tramite l'associazione calcio-dipendente delle subunità gpIIb e gpIIIa, un passaggio richiesto per la normale aggregazione piastrinica e per l'adesione all'endotelio.
L'attivazione piastrinica da parte dell'ADP (inibita dal clopidogrel) porta all'unione delle subunità integriniche, all'esposizione del recettore GP IIb/IIIa e alla modifica conformazionale per consentire il legame con il fibrinogeno.
Il recettore gpIIb/IIIa è un bersaglio di diversi farmaci tra cui abciximab, eptifibatide e tirofiban.

## Formazione del complesso GP IIb/IIIa
Una volta che le piastrine sono attivate, vengono secreti i granuli contenenti mediatori della coagulazione come l'ADP e il TXA2. Questi poi legano i loro rispettivi recettori sulla superficie delle piastrine, sia in modo autocrino che paracrino (si legano sia al trombocita stesso che ad altre piastrine nelle vicinanze). Il legame con questi recettori porta a una cascata di eventi che hanno come conseguenza un aumento del calcio intracellulare (il recettore è accoppiato a proteina Gq che provoca rilascio di Ca2+ dai depositi di calcio contenuti nel reticolo endoplasmatico, che attiva inoltre la PKC). L'aumento di calcio innesca l'associazione calcio-dipendente di gpIIb e gpIIIa per formare il complesso recettoriale di membrana "GP IIb/IIIa", che è in grado di legare il fibrinogeno (fattore I), con il risultato che molte piastrine si aggregano, poiché possono connettersi per mezzo degli stessi filamenti di fibrinogeno, con conseguente formazione del coagulo. Segue quindi la cascata della coagulazione per stabilizzare il tappo piastrinico, in cui la trombina (fattore IIa) converte il fibrinogeno solubile in filamenti di fibrina insolubili. Questi filamenti vengono quindi reticolati dal fattore XIII per formare un coagulo di sangue stabilizzato.

## Patologia
Difetti nella sintesi della glicoproteina IIb/IIIa causano la tromboastenia di Glanzmann.
Gli autoanticorpi generati contro GP IIb/IIIa provocano invece la porpora trombocitopenica immune.

## Terapia
Gli inibitori della glicoproteina IIb/IIIa sono utilizzati per prevenire la formazione di coaguli di sangue nel tentativo di ridurre il rischio di infarto o ictus durante le procedure di rivascolarizzazione come l'angioplastica coronarica.